# Acalyptris gielisi
Acalyptris gielisi là một loài bướm đêm thuộc họ Nepticulidae. Nó được miêu tả bởi Van Nieukerken năm 2010. Nó được tìm thấy ở Các Tiểu vương quốc Ả Rập Thống nhất.
Sải cánh dài 4.2 mm đối với con đực và 4.5 mm đối với con cái. Con trưởng thành bay vào tháng 4.